# Hugh Pattison Macmillan
Pour les articles homonymes, voir MacMillan.
Hugh Pattison Macmillan (20 février 1873 – 5 septembre 1952), baron Macmillan, est un juge écossais.

## Biographie
Il est avocat de la Faculty of Advocates en 1897, puis au Conseil du Roi en 1912. Malgré ses opinions conservatrices, il est Lord Advocate au sein du gouvernement travailliste de Ramsay MacDonald de février à novembre 1924.
Il est nommé Lord of Appeal in Ordinary en 1930 et fait pair à vie en tant que baron Macmillan, d'Aberfeldy dans le Perthshire. Cela lui permet d'entrer à la Chambre des lords, où il siège jusqu'en 1947, hormis durant son bref passage au ministère de l'Information au début de la Seconde Guerre mondiale.